# 8. Armee
8. Armee var en tysk armé under andra världskriget. 
Den bildades ur Armeegruppenkommando 3 den 26 aug 1939. 20 oktober 1939 fick armén den nya benämningen 2. Armee.
22 augusti 1943 återupprättades 8. Armee genom att Armeeabteilung Kempf ombildades. Den hade fram till krigets slut mycket varierande sammansättning och bl.a. stod tidvis rumänska och ungerska divisioner till dess förfogande men även SS-förband ingick tidvis,

## Invasionen av Polen
Huvudartikel Invasionen av Polen
8. Armee tillhörde Armégrupp Süd och angrepp i riktning av Łódź.

### Befälhavare
- Generaloberst Johannes Blaskowitz (26 aug 1939 - 20 okt 1939)

#### Stabschef
- Generalleutnant Hans-Gustav Felber (26 aug 1939 - 20 okt 1939)

### Organisation
- X. Armeekorps
- XIII. Armeekorps

## Östfronten - Slaget vid Korsun
Huvudartikel Korsun-Tjerkassy-fickan

### Befälhavare
- General der Infanterie Otto Wöhler (22 aug 1943 - 22 dec 1944)
- General der Panzertruppe Ulrich Kleemann (22 dec 1944 - 28 dec 1944)
- General der Gebirgstruppen Hans Kreysing (28 dec 1944 - 8 maj 1945)

#### Stabschef
- Generalleutnant Hans Speidel (22 aug 1943 - 15 maj 1944)
- Generalmajor Hellmuth Reinhardt (15 maj 1944 - 30 dec 1944)
- Generalmajor Karl Klotz (30 dec 1944 - 8 maj 1945)

### Organisation
26 dec 1943
- III. Panzerkorps
  - Kampfgruppe 376. Infanterie-Division
  - 14. Panzer-Division (huvuddelen)
  - 10. Panzer-Grenadier-Division + 14. Panzer-Division (del av)
  - 3. Panzer-Division
  - 6. Panzer-Division
  - 11. Panzer-Division
- XXXXVII. Panzerkorps
  - 320. Infanterie-Division
  - 106. Infanterie-Division + 2/3 167. Infanterie-Division
  - 282. Infanterie-Division
  - 389. Infanterie-Division
  - Kampfgruppe SS-Kavallerie-Division
- XI. Armeekorps
  - 57. Infanterie-Division
  - 72. Infanterie-Division + 1/3 167. Infanterie-Division
  - 5. SS-Panzergrenadier-Division Wiking + SS-Freiwilligen-Sturmbrigade Wallonien